# Colias behrii
Colias behrii é uma borboleta da família Pieridae. Ela é endémico da Califórnia, do Condado de Tuolumne em direcção a sul para o Condado de Tulare.
As larvas alimentam-se de Vaccinium e Gentiana newberryi.